# Rhantus antarcticus
Rhantus antarcticus är en skalbaggsart som först beskrevs av Germain 1854.  Rhantus antarcticus ingår i släktet Rhantus och familjen dykare.

## Underarter
Arten delas in i följande underarter:
- R. a. antarcticus
- R. a. nahueli